# Шевель, Георгий Георгиевич
Гео́ргий Гео́ргиевич Ше́вель (укр. Георгій Георгійович Шевель; 9 мая 1919 года, Харьков — 16 ноября 1988 года, Киев) — советский украинский партийный деятель, дипломат.

## Биография
Окончил Харьковский университет (1941). Член КПСС.
С 1941 года на руководящих должностях в комсомоле (в 1950—1954 годах — первый секретарь ЦК ЛКСМ Украины).
В 1954—1961 гг. — партийный деятель в Киеве. В 1961—1970 гг. — заведующий отделом пропаганды и агитации ЦК КПУ.
С 10 августа 1970 по 18 ноября 1980 года — министр иностранных дел УССР.
Возглавлял делегации УССР в ООН. С 1980 года на пенсии.

## Награды
- орден Ленина (28 октября 1948)
- орден Отечественной войны II степени (11 марта 1985)
- 3 ордена Трудового Красного Знамени (в том числе 24 ноября 1960)
- медали